# Gerhard Schick

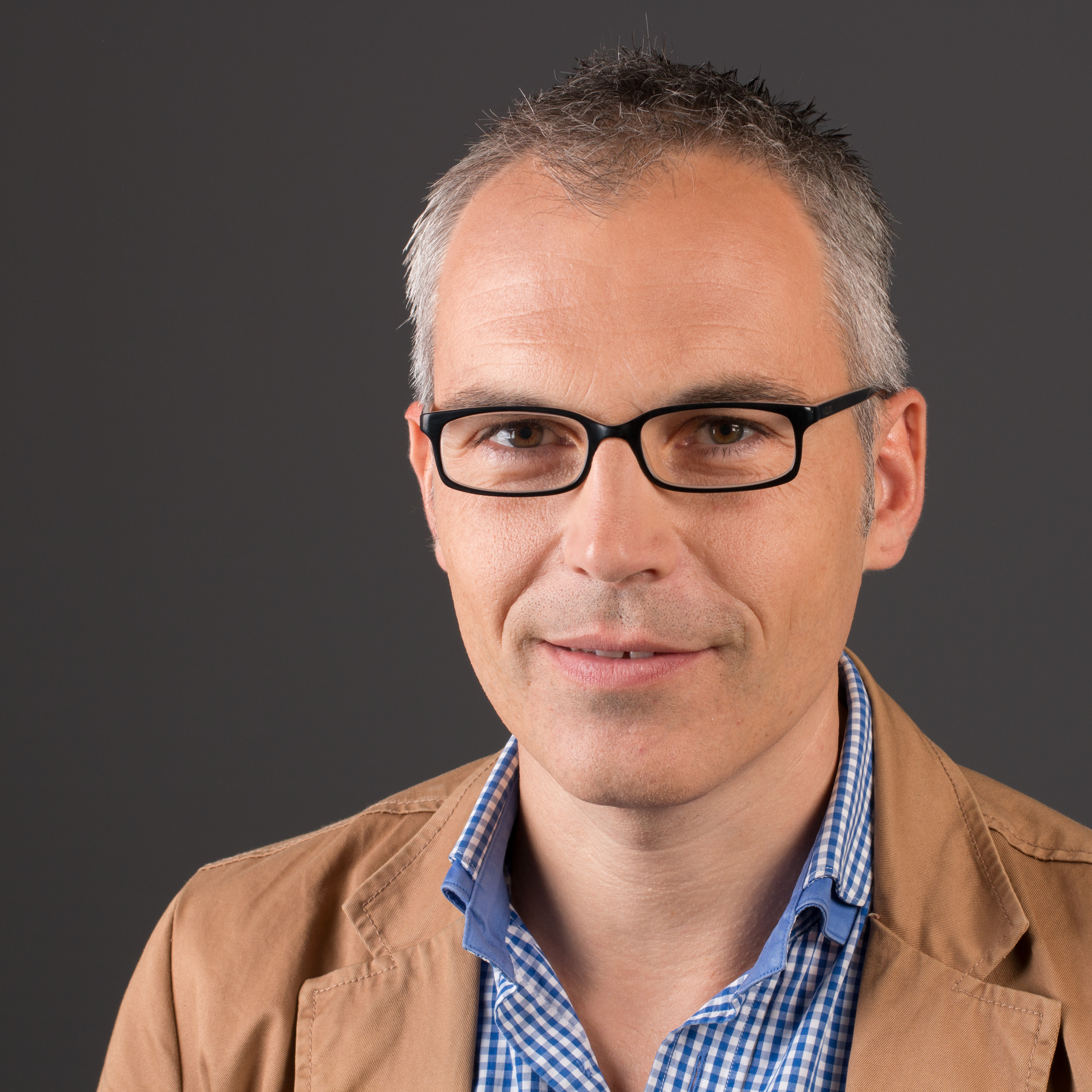
Gerhard Schick (2014)

Gerhard Schick (* 18. April 1972 in Hechingen) ist ein ehemaliger deutscher Politiker (Bündnis 90/Die Grünen) und Volkswirt. Er war von 2005 bis 2018 Mitglied des Deutschen Bundestages. Seit Juli 2018 ist er Vorstand des Vereins Bürgerbewegung Finanzwende, der sich für eine nachhaltige Finanzwirtschaft einsetzt.

## Leben
Nach dem Abitur 1991 am Gymnasium Hechingen leistete Schick seinen Zivildienst ab. Schick ist ein Neffe Ulf Finks. Er absolvierte ab 1992 ein Studium der Volkswirtschaftslehre in Bamberg, Madrid und Freiburg im Breisgau, das er 1998 als Diplom-Volkswirt beendete. Anschließend war er bis 2001 wissenschaftlicher Mitarbeiter am Walter Eucken Institut der Albert-Ludwigs-Universität Freiburg, von 2001 bis 2004 bei der Stiftung Marktwirtschaft in Berlin und danach Projektmanager bei der Bertelsmann Stiftung in Gütersloh. 2003 erfolgte seine Promotion zum Dr. rer. pol. an der Universität Freiburg mit der Arbeit Doppelter Föderalismus in Europa – eine verfassungsökonomische Untersuchung.

## Politik

### Laufbahn

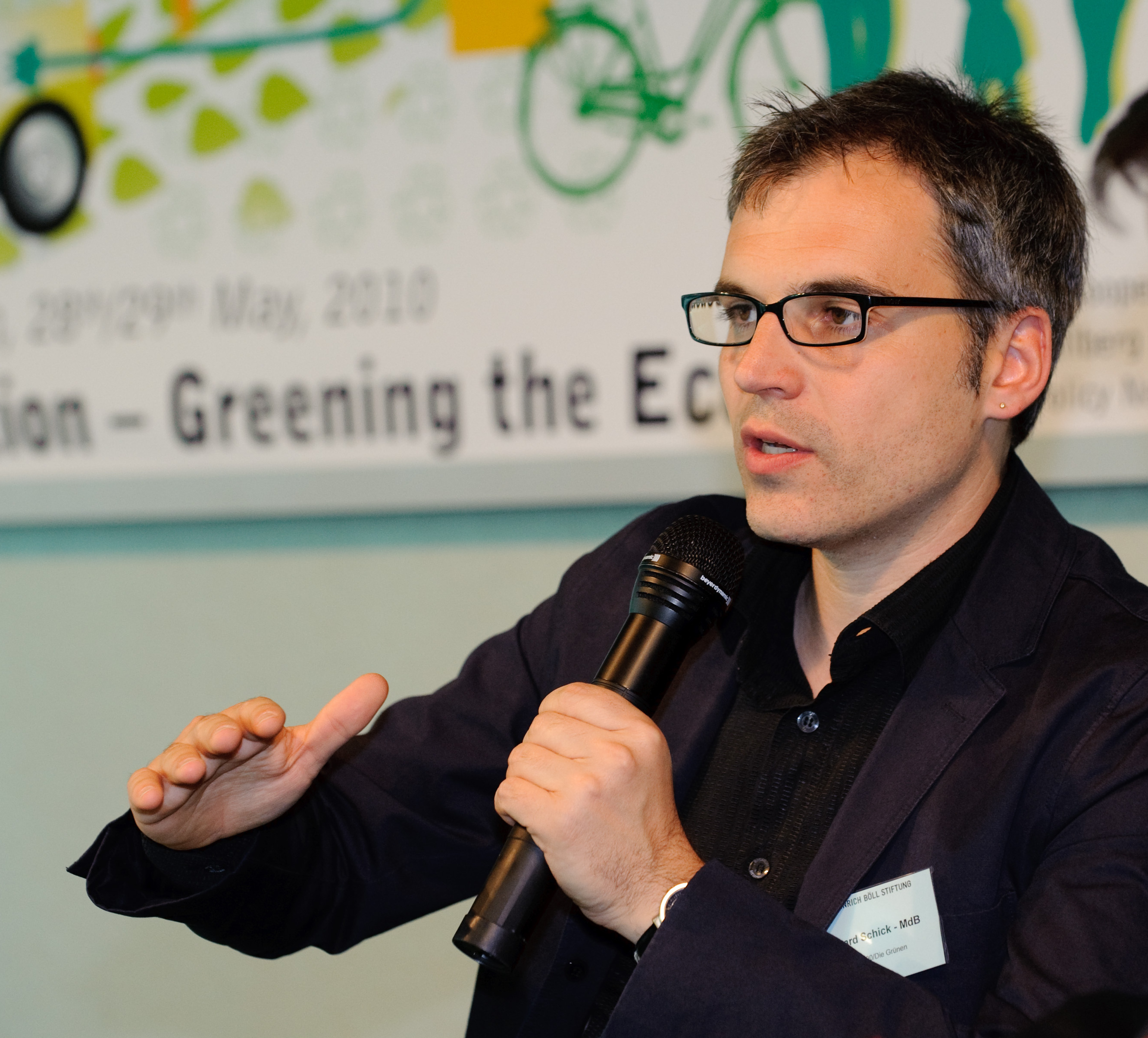
Gerhard Schick (2010)

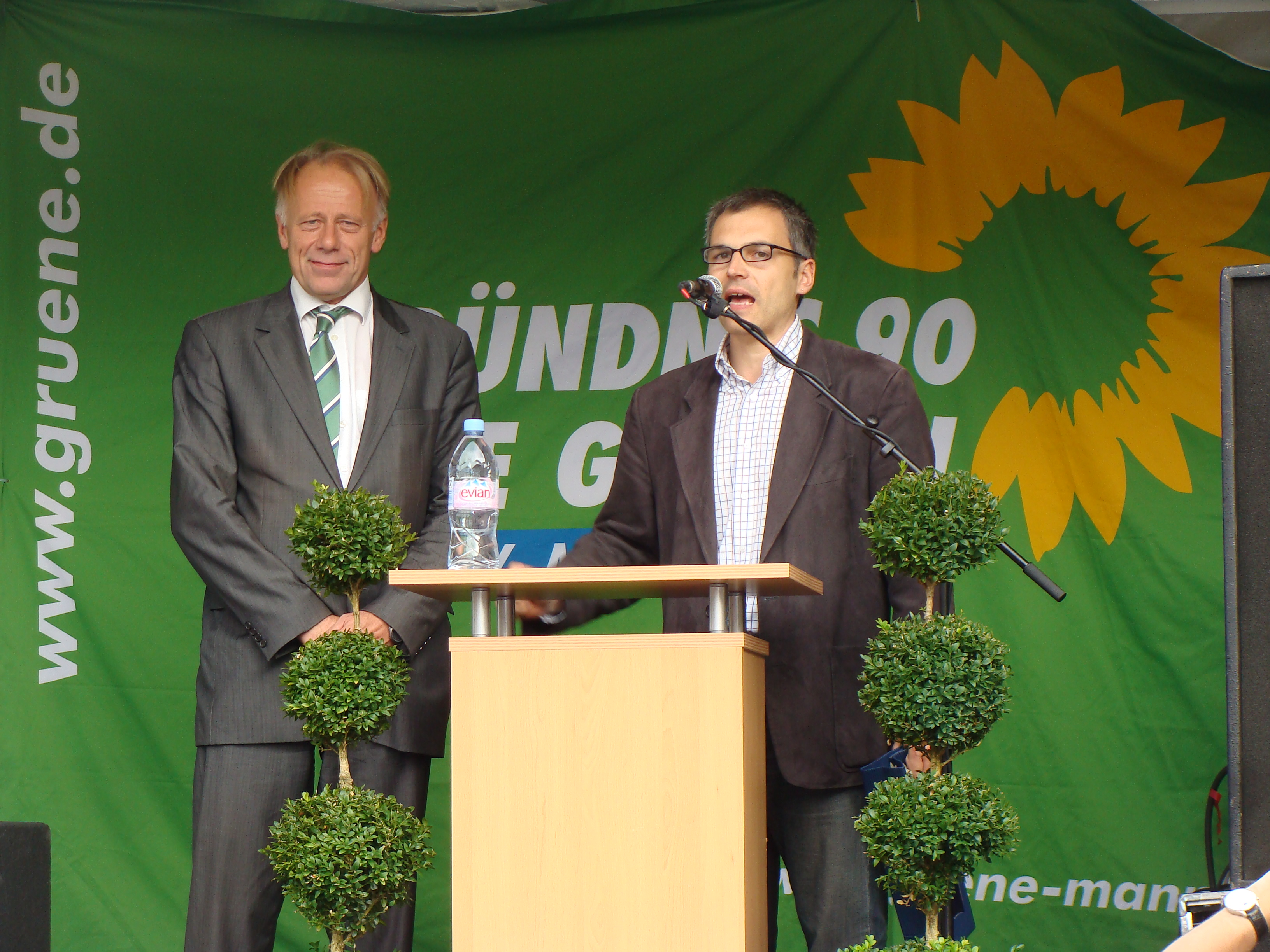
Schick mit Jürgen Trittin im Bundestagswahlkampf 2009

Schick wurde 1996 Mitglied bei den Grünen. Er war von 2000 bis 2001 Sprecher der Landesarbeitsgemeinschaft Wirtschaft und Finanzen der Grünen in Baden-Württemberg und von April 2001 bis September 2007 Sprecher der Bundesarbeitsgemeinschaft Wirtschaft und Finanzen von Bündnis 90/Die Grünen. Schick war von 2008 bis 2018 im Parteirat der Grünen vertreten. Im November 2008 wurde er mit sechs Stimmen Vorsprung vor Fritz Kuhn in den Parteirat gewählt und im November 2012 erneut in den Parteirat gewählt. 2018 schied er aus dem Gremium aus.
Zwischen 2005 und 2018 war er Mitglied des Deutschen Bundestages und zunächst Leiter der Arbeitsgemeinschaft „Wirtschaft und Arbeit“ der Bundestagsfraktion Bündnis 90/Die Grünen. Im September 2007 wurde er zum finanzpolitischen Sprecher seiner Fraktion gewählt. Er war stellvertretender Vorsitzender des Finanzausschusses und stellvertretendes Mitglied des Haushaltsausschusses. Weiterhin war er Mitglied im Parlamentarischen Finanzmarktgremium.
Gerhard Schick war 2015 als einer von zehn grünen Bundestagsabgeordneten aus Baden-Württemberg von Platz 4 über die Landesliste Baden-Württemberg in den Bundestag eingezogen. In dieser Legislaturperiode war er Mitinitiator des Untersuchungsausschusses zu den Cum-Ex-Geschäften, der auf Bestreben der Grünen und Linken eingesetzt wurde.
Zum 31. Dezember 2018 legte er sein Bundestagsmandat nieder, um sich auf die Arbeit in seinem neu gegründeten Verein Bürgerbewegung Finanzwende zu konzentrieren; für ihn rückte Gerhard Zickenheiner nach.

### Positionen

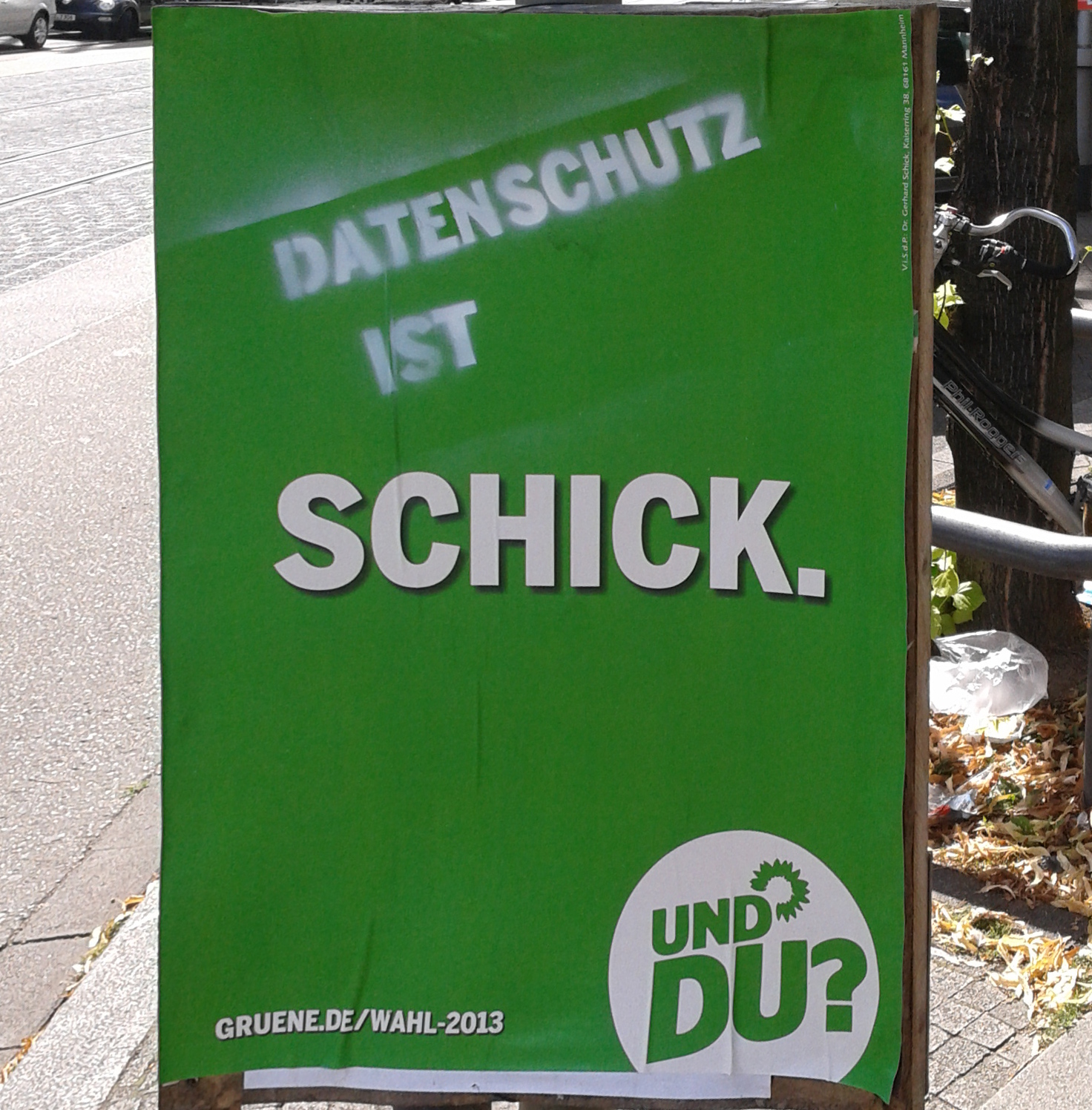
Wahlkampfplakat zur Bundestagswahl 2013

Schick ist hauptsächlich in den Themenbereichen Finanzmärkte, Wirtschaft und Steuern aktiv. Im Zuge der Eurokrise setzte er sich für einen europäischen Fonds zur Restrukturierung des Bankwesens ein. Zur Bewältigung der Eurokrise forderte Schick 2012 unter anderem einen Altschuldenfonds. Zudem war er einer der Initiatoren für einen Sonderparteitag von Bündnis 90/Die Grünen zur Eurokrise.
2010 veröffentlichte Schick zusammen mit dem grünen Parteivorsitzenden Cem Özdemir ein Papier, das eine drastische Umverteilung zugunsten der unteren und mittleren Einkommen in Deutschland fordert. Schick ist zudem aktiv in den Bereichen des Verbraucherschutzes bei Finanzprodukten, des Steuervollzugs, der Geldwäsche und der Steuerhinterziehung. Das ausgehandelte Steuerabkommen Deutschlands mit der Schweiz lehnt er ab.
Schick ist Mitverfasser des 2012 von mehreren grünen Politikern katholischen Glaubens formulierten Papiers Echter Aufbruch, in dem die Einführung einer „Kultursteuer nach italienischem Vorbild“ gefordert wird, die alle Menschen an eine gemeinnützige Institution ihrer Wahl entrichten müssen. Eine solche Abgabe, in manchen Medien als „Zusatzsteuer für Konfessionslose“ kritisiert, hatten Juristen der Evangelischen Kirche in Deutschland (EKD) schon 2007 als „verkappte Staatsfinanzierung“ und daher mit Artikel 140 des Grundgesetzes unvereinbar bezeichnet. Alexander Marguier kritisierte die Idee in einem Artikel der Zeitschrift Cicero als „allgemeine Kirchenaustritts-Verhinderungssteuer“. Auch innerhalb der eigenen Partei gab es Kritik am Positionspapier.
In seinem Buch Machtwirtschaft – nein danke! Für eine Wirtschaft, die uns allen dient plädiert Schick dafür, das Ökonomische im Interesse einer menschenwürdigen Ordnung zu begrenzen. Er wirbt u. a. für ein neues „Progressive Movement“ in Deutschland und Europa nach US-amerikanischem Vorbild. Schick unterstützte Initiativen zur Gleichstellung von gleichgeschlechtlichen Paaren im Steuerrecht.
Schick gehörte als zivilgesellschaftlicher Vertreter dem Sustainable-Finance-Beirat der Bundesregierung an, der im Februar 2021 seinen Abschlussbericht vorgelegt hat. Gerhard Schick war Mitbegründer des im Juli 2018 in Berlin gegründeten Vereins Bürgerbewegung Finanzwende, bei dem er zudem im Vorstand sitzt.

## Veröffentlichungen
- mit Lüder Gerken & Jörg Märkt: Internationaler Steuerwettbewerb. Mohr Siebeck, Tübingen 2000, ISBN 3-16-147457-0
- Doppelter Föderalismus in Europa. Eine verfassungsökonomische Untersuchung. Lang, Frankfurt [u. a.] 2003, ISBN 3-631-50858-1
- mit Lüder Gerken: Grüne Ordnungsökonomik. Eine Option moderner Wirtschaftspolitik? Metropolis Verlag, Marburg 2000, ISBN 978-3-89518-290-7
- (Hrsg.): Veranlagung – Abgeltung – Steuerfreiheit. Besteuerung von Kapitalerträgen im Rechtsstaat. Stiftung Marktwirtschaft, Berlin 2003, ISBN 3-89015-090-X
- (Hrsg.): Wirtschaftsordnung und Fundamentalismus. Stiftung Marktwirtschaft, Berlin 2003, ISBN 3-89015-092-6
- mit Elmar Sing: Wertorientierung und Unternehmertum – Überlegungen zu einer grünen Wirtschaftspolitik. Heinrich-Böll-Stiftung, Berlin 2005; lag-wirtschaft-nrw.de (PDF; 156 kB)
- Machtwirtschaft – nein danke!. Campus Verlag, Frankfurt 2014, ISBN 978-3-593-39926-3
- mit Sven Giegold & Udo Philipp: Finanzwende. Den nächsten Crash verhindern. Klaus Wagenbach Verlag, Berlin 2016, ISBN 978-3-8031-2765-5
- Die Bank gewinnt immer. Wie der Finanzmarkt die Gesellschaft vergiftet. Campus, Frankfurt am Main und New York 2020, ISBN 978-3-593-51275-4.